# Миндер, Ханс
Ханс Миндер (нем. Hans Minder (28 августа 1908 — неизвестно); —  швейцарский борец вольного стиля, бронзовый призёр Олимпийских игр, чемпион Европы  

## Биография
На Летних Олимпийских играх 1928 года в Антверпене боролся в весовой категории до 61 килограммов (полулёгкий вес). На этих играх был введён регламент, в соответствии с которым борец получал в схватках штрафные баллы. Набравший 5 штрафных баллов спортсмен выбывал из турнира. Турнир проводился по системе Бергваля. В полулёгком весе борьбу вели 9 борцов
Ханс Миндер, победив в двух встречах, дошёл до финала, где потерпел поражение от Элли Моррисона. В соответствии с принятой на турнире системой, выбыл в турнир за второе место. Там, победив в одной встрече и потерпев поражение от Кустаа Пихлаямяки, отправился в турнир за третье место. В турнире за третье место у него по турнирной сетке был всего один соперник, но и тот ещё в первом круге получил травму и на ковёр не вышел, а Миндеру была вручена бронзовая медаль игр. 
См. таблицу турнира
В 1931 стал чемпионом Европы уже в лёгком весе, а в 1933 году на чемпионате Европы остался вторым, но уже в полусреднем весе.  